# Jetpur Manpur
Jetpur Manpur fou una de les branques en què estava dividit el principat de Jetpur al segle xx, abans de ser abolit el 9 d'agost de 1937 pel seu excessiu fraccionament. Estava governat per V. S. Naja i per Jiva Manasia. La superfície era de 28,5 km² i la població de 1.152 habitants.